# Ed Coan
Ed Coan, celým jménem Edward Ignatius Coan (* 24. července 1963 Chicago), je bývalý americký reprezentant v silovém trojboji. Měřil 168 cm a vážil 107 kg. Dokázal překonávat výkony podstatně těžších konkurentů a je řazen k nejlepším powerlifterům všech dob.
Vytvořil 71 oficiálních světových rekordů. Jeho nejlepší výkon v trojboji byl 2463,6 liber (1117,5 kg). V jednotlivých disciplínách dosáhl výkonů 1019 liber v dřepu, 584 liber v tlaku na lavici a 901 liber v mrtvém tahu. Na mistrovství světa v silovém trojboji zvítězil v roce 1984 v kategorii 82,5 kg a v letech 1988, 1993, 1994 a 1995 v kategorii do 100 kg.
Opakovaně byl pozitivně testován na nandrolon a v roce 1996 dostal doživotní distanc ze soutěží pořádaných International Powerlifting Federation, v roce 2016 mu byla zakázána i trenérská činnost.